# Beach Boy
Beach Boy er en dansk kortfilm fra 2010 instrueret af Robin Färdig.